# Зміїношия черепаха велетенська
Зміїношия черепаха велетенська (Chelodina expansa) — вид черепах з роду Австралійська зміїношийна черепаха родини Змієшиї черепахи. Інша назва «широкопанцирна зміїношия черепаха».

## Опис
Загальна довжина карапаксу досягає 48 см. Від кінчика носа до кінчика хвоста черепаха може досягати 85 см. Колір карапаксу світлий оливково-коричневий, пластрону — жовтий (колір старої кістки). Верхня частина голови темного кольору, нижня (підборіддя) — світлого.

## Спосіб життя
Полюбляє струмки, що пересихають у сухий сезон. Харчується креветками, дрібними рибами, жабами, комахами.
Самиці стають статевозрілими при довжині панцира 30 см, самці — при 20 см. Це відповідає віку у 10 років в природі або 4 років у неволі. Сезон парування припадає на березень — травень, тобто осінь в Австралії. Тому інкубації припадає на зиму і термін її становить близько 6 місяців. У неволі перед звичайною інкубацією при температурі 27-28 °C потрібно 1—3 місяці тримати яйця при температурі 18 °C.

## Розповсюдження
Мешкає у південній Австралії від басейну р. Уррей через Новий Південний Уельс до Рокгемптона на східному узбережжі Квінсленда і довколишнього о. Фрейзер.